# Brachynomada tomentifera
Brachynomada tomentifera är en biart som först beskrevs av Adolpho Ducke 1907.  Brachynomada tomentifera ingår i släktet Brachynomada och familjen långtungebin. Inga underarter finns listade.